# Smilacaceae
Smilacaceae (Смілаксові) — родина однодольних рослин. Два роди з приблизно 315 видами поширеними майже в усьому світі в основному в тропічних і субтропічних регіонах, лише кілька видів процвітає в районах з помірним кліматом.

## Опис
Міцні, виткі чи висячі кущі, як правило, роздільностатеві, голі, рідше запушені; коріння росте з компактного кореневища. Стебла і гілки часто загострені. Листки чергові або супротивні, черешкові, тонкі або шкірясті. Суцвіття з від небагато до багатоквіткових парасольок. Парасольки поодинокі або розташовані в китицях. Квітки правильні, одностатеві; оцвітина 6-сегментна. Чоловічі квітки з 3 або 6 (-15) тичинок. Плоди: кулясті або широко-оберненояйцевидні ягоди з 1-3 сферичним насінням.

## Поширення, екологія
Це пантропічний, субтропічний і помірний вид, який росте в обох півкулях з центрами різноманітності в Південній Америці, Африці і Південно-Східної Азії. Heterosmilax зустрічається в Індії, Китаї, Японії, Тайвані та Малезії.
Це в основному підліскові лози у вологих лісах, хоча багато видів Smilax поширилися на сухі місця проживання. Більшість видів деревні й багаторічні, але деякі види в регіонах з помірним кліматом мають трав'янисті, річні, повітряні стебла.
Дрібні квіти запилюються комахами (бджоли, мухи). Плоди розсіюються птахами.

## Використання людиною
Багато видів Smilax використовуються в медицині, рід також є джерелом ароматизатора. Виготовлявся освіжаючий напій з коріння рослини Smilax aspera. Цей, вже дуже давній, напій був дуже популярний в Європі та Сполучених Штатах до появи безалкогольних напоїв, таких як Coca-Cola. Молоді стебла, ягоди, бульби споживаються час від часу.